# Rychle a zběsile 2
Rychle a zběsile 2 (v anglickém originále 2 Fast 2 Furious) je americký akční film ze série Rychle a zběsile. Ve filmu nehraje Vin Diesel, který v předchozím Rychle a zběsile hrál hlavní roli; při natáčení Rychle a zběsile 2 se podílel na filmu xXx, a tak nemohl hrát v tomto filmu. Hlavní roli ve filmu hraje detektiv Brian O'Conner (Paul Walker), který se přestěhoval z Los Angeles do Miami, kde má vypátrat obchodníka zapleteného do praní špinavých peněz. Nově se ve filmu objevili Roman Pearce( Tyrese Gibson) Brianův komický kámoš z dětství a Tej Parker|Ludacris, Miamský automechanik, organizátor pouličních závodů a Brianův kámoš.

## Obsazení
| Paul Walker   | Brian O'Conner |
| Tyrese Gibson | Roman Pearce   |
| Eva Mendes    | Monica Fuentes |
| Cole Hauser   | Carter Verone  |
| Ludacris      | Tej            |
| Thom Barry    | agent Bilkins  |
| James Remar   | agent Markham  |
| Devon Aoki    | Suki           |